# Salif Keïta (musicien)
Pour les articles homonymes, voir Salif Keïta et Keita.
Salif Keïta, né le 25 août 1949 à Djoliba (Mali), est un chanteur et musicien malien. Depuis le succès international de ses albums des années 1980, il fait partie des musiciens reconnus de la World music et l'un des principaux artistes de son pays.

## Biographie
Il est communément considéré que Salif Keïta est descendant en ligne directe du fondateur de l’empire du Mali, Soundiata Keïta. Il souffre d'albinisme dans une région où les albinos sont mal vus en raison des pouvoirs maléfiques qui leur sont attribués. Après ses études, il rêve de devenir instituteur mais il est recalé à cause de sa mauvaise vue. Il décide alors de devenir chanteur ce qui va créer un scandale dans sa famille. Traditionnellement, la musique est réservée à la caste des griots, et les Keïta sont une famille de princes. Il est rejeté par sa famille et part à Bamako en 1968. Il intègre le groupe du saxophoniste Tidiani Koné, le « Rail band de Bamako », qui joue tous les soirs au buffet-hôtel de la gare à Bamako, et obtient d’importants succès avec son répertoire composé d’airs traditionnels interprétés de façon moderne.
En 1973, il rejoint un autre groupe, Les Ambassadeurs, qui joue d'abord au motel de Bamako, puis il s’installe à Abidjan, en Côte d’Ivoire. En 1978, il y enregistre son premier album Mandjou dans lequel il rend hommage au président guinéen Ahmed Sékou Touré et au peuple mandingue.
En 1980, il enregistre aux États-Unis deux disques : Primpin et Tounkan. En 1984, il quitte Abidjan pour revenir à Bamako et retrouver sa famille, notamment son père vieillissant. Il participe cette année au festival de musiques métisses d’Angoulême. Il rencontre un succès auprès du public français, et vient s’installer en France à Montreuil d’où il anime de nombreuses fêtes traditionnelles dans la communauté malienne immigrée. L'année suivante, il participe, à la demande de Manu Dibango, à l’enregistrement d’un album collectif Tam tam pour l’Afrique au profit de l’Éthiopie où sévit une grande famine depuis 1984. En 1986, il enregistre l'album, Soro, de blues-rock chanté en malinké. Cet album enregistré sous la houlette du producteur sénégalais Ibrahima Sylla pour le label Syllart propulse Salif Keita sur la scène internationale.
Il participe alors au festival des Francofolies à La Rochelle en 1987, et à un concert organisé à Londres pour le 70e anniversaire de Nelson Mandela, aux côtés notamment du sénégalais Youssou N'Dour. Il sort en 1989 son second album en France Ko-Yan où à travers la chanson Nous pas bougé, il aborde les problèmes que rencontrent les immigrés maliens en France. Son troisième album Amen sort en juin 1991.
Son album Folon de 1995 est dédié aux enfants albinos pour lesquels il a créé une association. À partir de 1996, bien que toujours installé à Montreuil, il ouvre un studio d’enregistrement à Bamako afin d’aider les jeunes musiciens maliens (dont notamment Fantani Touré, Rokia Traoré…). En 1997, il sort un album Sosie composé de titres de chanteurs français (Maxime Le Forestier, Michel Berger, Jacques Higelin ou Serge Gainsbourg) interprétés à la kora ou au balafon. En juin 1999, il sort un nouvel album intitulé Papa où il évoque son père, décédé deux ans plus tôt. En 2001, il ouvre un club couplé à un studio d’enregistrement qui porte le nom de Moffou, nom d’une flûte utilisée par les enfants bergers. En mars 2002, sort un album portant le même nom.
Le 12 décembre 2004, à Johannesburg en Afrique du Sud, il est distingué aux Kora Awards pour l’ensemble de sa carrière. Lors de la cérémonie des Victoires de la musique 2010 en mars 2010, il obtient une Victoire dans la catégorie « Album musiques du monde de l'année ».
Il est le père de l'athlète française Nantenin Keïta, spécialiste du 400 mètres. Atteinte d'albinisme et malvoyante, elle est double championne du monde en 2006 et en 2015 et double championne paralympique en 2008 et 2016,.
En 2014, il participe au festival de musique du monde Esperanzah, en tant qu'invité d'honneur,.
En août 2023, Salif Keïta est nommé conseiller du chef de la junte par le colonel Assimi Goïta.

## Prises de positions politiques
Salif Keita participe au concert « Libérez Mandela » à la Fête de l'Humanité de 1985, aux côtés de Manu Dibango, Max Roach, Eddy Louiss et Bernard Lubat.
Salif Keïta est candidat aux élections législatives maliennes de 2007. Il figure en troisième position sur une liste présentée par le Mouvement patriotique pour le renouveau, le Bloc pour la démocratie et l'intégration africaine (BDIA) et le Parti citoyen pour le renouveau (PCR) dans la circonscription de Kati. Il milite actuellement au sein du PCR.
Le 19 juillet 2010, Salif Keïta a été nommé Ambassadeur de la paix par Jean Ping, président de la commission de l'Union africaine, afin de soutenir « les efforts de la Commission pour résoudre les conflits et promouvoir la paix sur le continent ».

### Complotisme et soutien de la junte
Adoptant une théorie complotiste, Salif Keïta s'en prend au président malien Ibrahim Boubacar Keïta le 15 novembre 2019, et affirme que les djihadistes au Mali sont armés et financés par la France,,.
Le 5 décembre 2020 il devient membre du Conseil national de la transition du Mali.
Le 6 mai 2023, lors de sa participation à l'événement culturel Bama’art, toujours en avançant une théorie complotiste, il déclare que les ennemis du Mali sont la Minusma (Mission des Nations unies au Mali), l'Algérie et la Mauritanie, affirmant que ces pays fournissaient une assistance aux terroristes.
Le 16 août 2023 il rentre au gouvernement instauré par la junte en qualité de conseiller spécial.

## Discographie

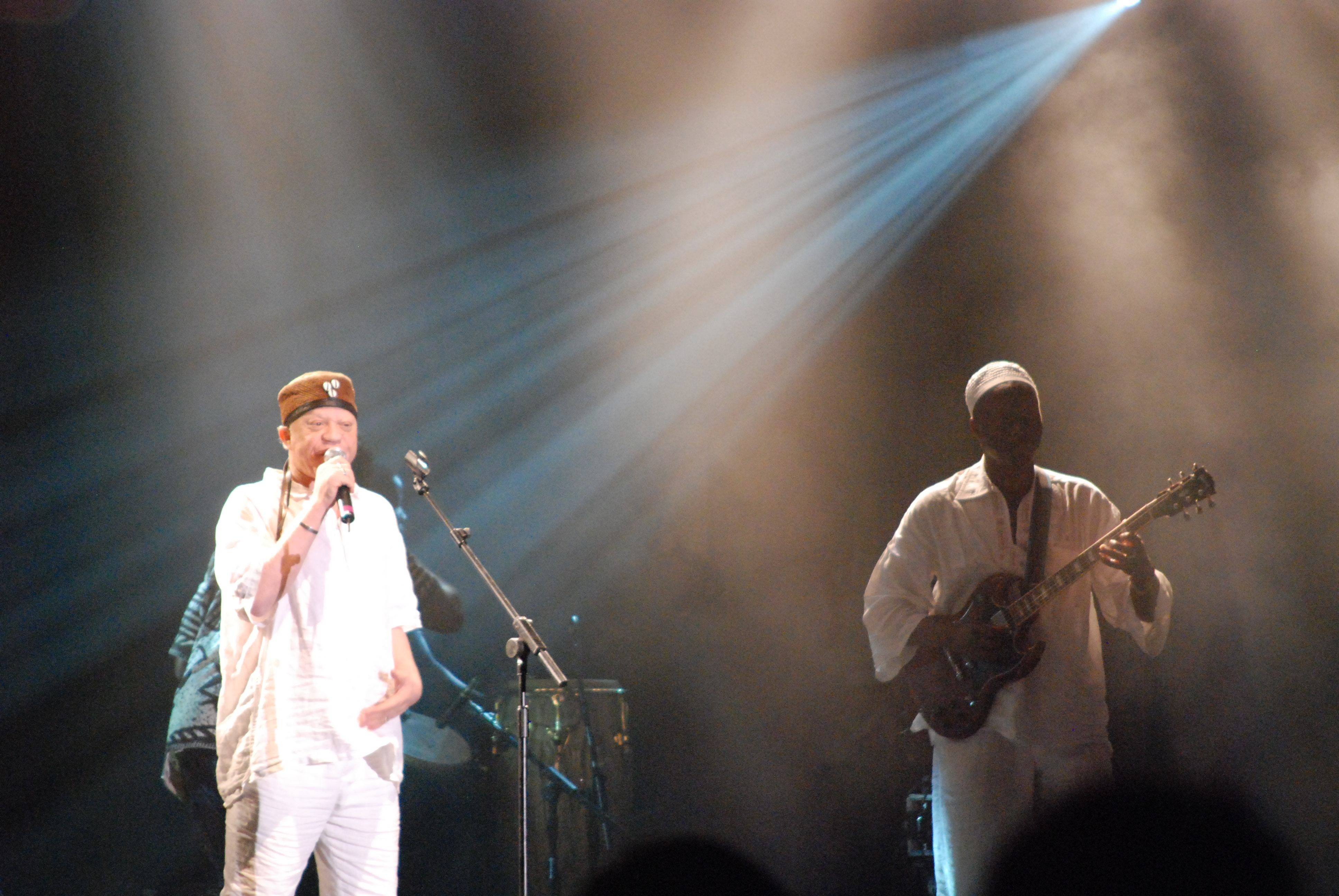
Salif Keïta au festival Womad 2010 - Au Charlton Park en Angleterre.

### Projets personnels
- 1987 : Soro, Island Records
- 1989 : Ko-Yan, Island Records
- 1991 : Amen, Island Records
- 1994 : Intégrale 1969-1980, Sonodisc
- 1995 : The Mansa of Mali...a Retrospective, Mango
- 1995 : Folon, Mango
- 1997 : Seydou Bathili, Sonodisc
- 1998 : Sosie, Night and Day
- 1999 : Papa, Capitol Records
- 2002 : Moffou, Universal Music Group
- 2005 : M'Bemba, Universal
- 2009 : La Différence, EmArcy Records
- 2011 : Anthology, Universal
- 2012 : Talé (avec Philippe Cohen-Solal), Universal
- 2018 : Un autre blanc
- 2025 : So Kono

### Musiques de films
- 1988 : Yeelen de Souleymane Cissé
- 1993 : L'Enfant lion de Patrick Grandperret (avec Steve Hillage)

## Anecdote
Pendant la Coupe du monde 2006, Cauet, l'animateur radio, parodie une de ses chansons, Madan (remixée par Martin Solveig), en hymne pour l'équipe de France : Zidane y va marquer qui fera le tour de la France pendant l'été suivant.

## Décorations
- officier de l'Ordre national du Mérite de la république de Guinée (1976)